# Chris Kavanagh (Schiedsrichter)
Christopher „Chris“ Kavanagh (* 4. September 1985 in Manchester) ist ein englischer Fußballschiedsrichter.
Kavanagh leitet hauptsächlich Spiele der Premier League, seitdem er 2017 in die höchste Gruppe der englischen Schiedsrichter aufgestiegen ist.
Seit 2019 steht er auf der FIFA-Liste und leitet internationale Fußballspiele. Am 25. August 2020 leitete Kavanaugh das Finale der UEFA Youth League 2019/20 zwischen Benfica Lissabon und Real Madrid (2:3).
Bei der paneuropäischen Europameisterschaft 2021 wurde Kavanagh in acht Partien als Videoschiedsrichter eingesetzt. Ebenso war er bei der Europameisterschaft der Frauen 2022 in England als Videoschiedsrichter im Einsatz.